# Åke von Schéele
Åke Carl Herman von Schéele, född 16 november 1925 i Halmstads församling i Hallands län, död 16 oktober 2020 i Stockholms Oscars distrikt, var en svensk militär.

## Biografi
Åke von Schéele avlade officersexamen vid Krigsskolan 1947 och utnämndes samma år till fänrik vid Bohusläns regemente, där han befordrades till löjtnant 1949 och till kapten 1960. Han tjänstgjorde vid Arméstaben och Försvarsstaben 1959–1963 samt vid Älvsborgs regemente 1963–1964. Han befordrades till major 1964 samt var förste lärare och kurschef vid Militärhögskolan 1964–1968. År 1968 befordrades han till överstelöjtnant, varpå han var chef för Infanteri- och kavalleriavdelningen vid Arméstaben 1968–1972 och ställföreträdande chef för Kronobergs regemente 1972–1974. Han befordrades till överste 1974 och var chef för Infanteriets skjutskola 1974–1977 samt chef för Bohusläns regemente 1977–1980. Han var 1980–1986 ställföreträdande rikshemvärnschef och stabschef hos rikshemvärnschefen.
Åke von Schéele var son till civilingenjör Carl von Schéele och Elsa Witthöft. Han gifte sig 1948 med Britta Ström (1924–2005).

### Utmärkelser
- Riddare av första klass av Svärdsorden, 1965.[9]